# WTA German Open 1994
ПТА German Open 1994 - жіночий професійний тенісний турнір, що проходив на відкритих кортах з ґрунтовим покриттям у Берліні (Німеччина). Належав до турнірів 1-ї категорії в рамках Туру WTA 1994. Відбувсь удвадцятьп'яте і тривав з 9 до 15 травня 1994 року. Штеффі Граф здобула титул в одиночному розряді й отримала 150 тис. доларів США.

## Фінальна частина

### Одиночний розряд
Штеффі Граф —  Бренда Шульц 7–6(8–6), 6–4

### Парний розряд
Джиджі Фернандес /  Наталія Звєрєва —  Ґрем /  Бренда Шульц 6–1, 6–3

## Розподіл призових грошей
| Дисципліна       | П        | Ф       | ПФ      | ЧФ      | 1/8    | 1/16   | 1/32   |
| Одиночний розряд | $150,000 | $60,000 | $30,000 | $15,000 | $7,725 | $4,125 | $2,250 |